# 라우촉바

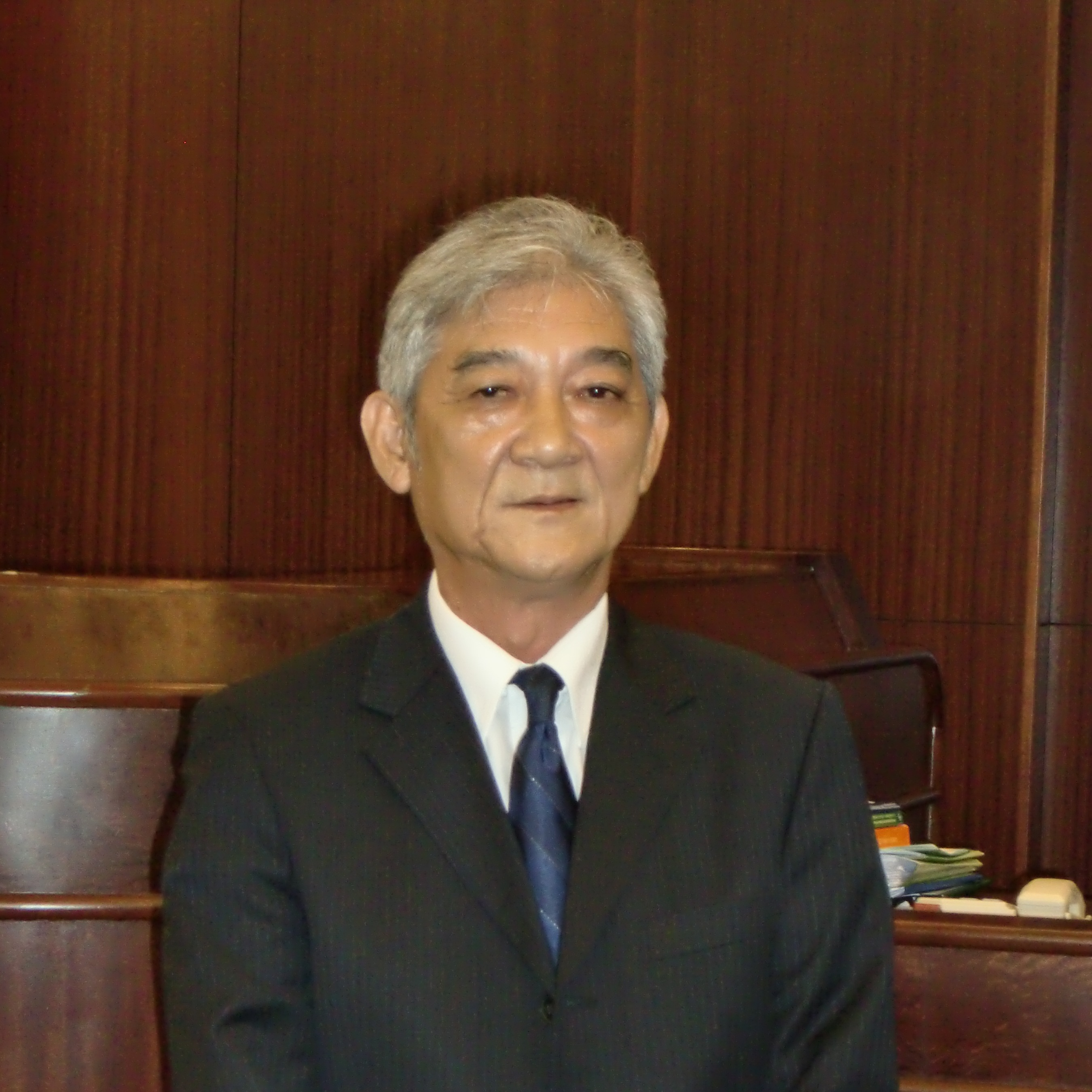
라우촉바

라우촉바(중국어: 劉焯華, 포르투갈어: Lau Cheok Vá, 1945년 2월 3일 ~ )는 마카오의 정치인으로, 2009년부터 2013년까지 국회의장직을 역임했다. 현재는 중국 전국인민대표대회 의원, 마카오 노동조합총연합회 부위원장 및 법관 권고위원회 위원장이다. 그는 일전에 1999년부터 2009년까지 국회부의장직을 역임한 바 있다.